# 鳳頭䴉

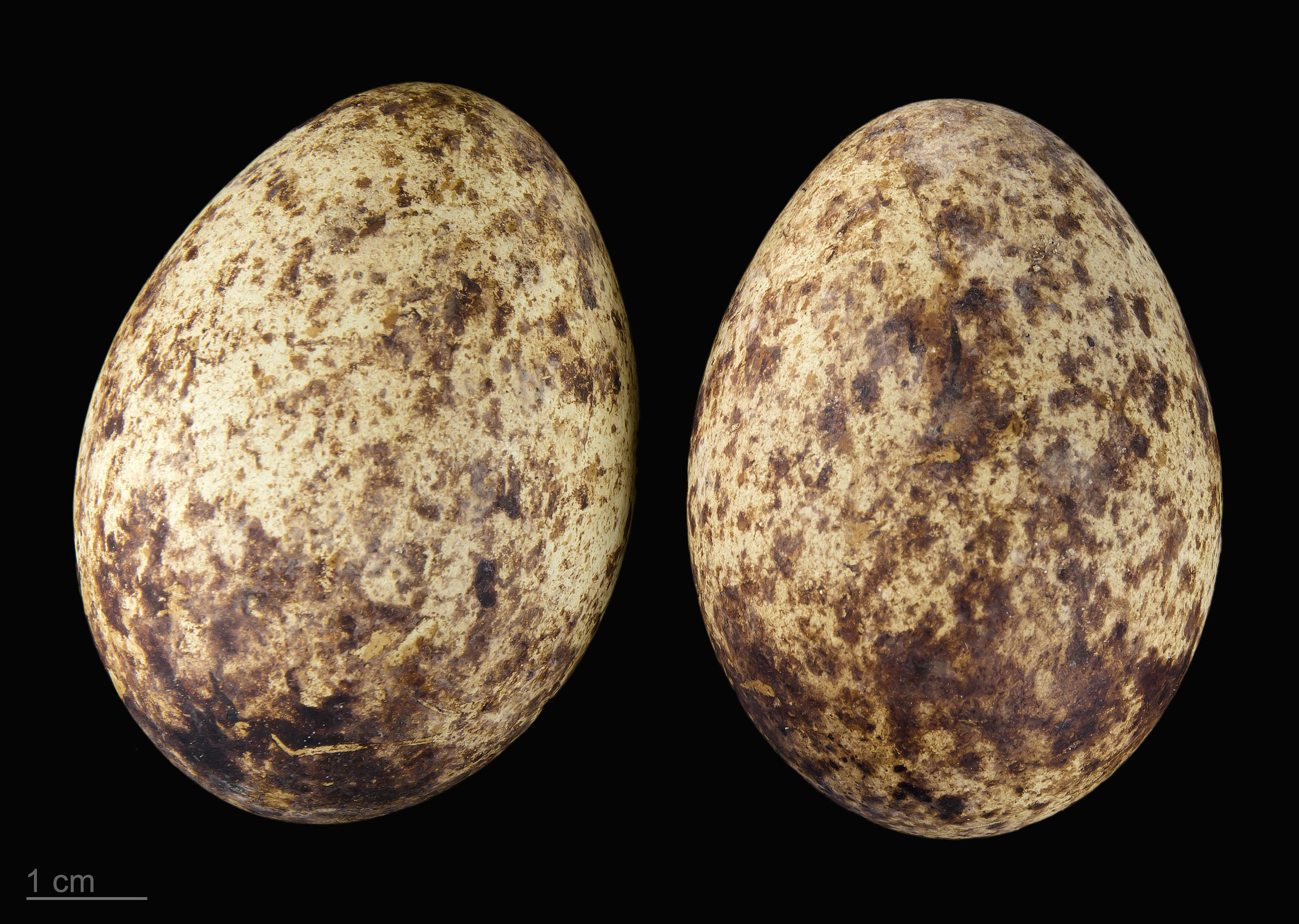
卵 Bostrychia hagedash

鳳頭䴉（Bostrychia hagedash），又名鳳頭朱鷺，是一種大型的朱鷺。牠們長達76厘米，呈深褐色，有白色鬍子，雙翼呈紫色，有綠色光澤。喙呈黑色，上頜有紅色斑紋，雙腳也是黑色的。
鳳頭䴉分佈在蘇丹、埃塞俄比亞、塞內加爾、坦桑尼亞、烏干達、加蓬、薩伊、肯雅、索馬里及南非的遼闊草原、大草原及雨林，在城市的公園及花園也有出沒。牠們主要吃蚯蚓，以其長喙從軟泥中喙食。牠們也會吃大型昆蟲、蜘蛛及細小的蜥蜴。牠們在花園裡會找蝸牛吃。
鳳頭䴉會發出哈哈的叫聲，尤其在飛行時或受驚時。
鳳頭䴉廣泛分佈在非洲，故世界自然保護聯盟將牠們列為無危。

## 外部連結
- BirdLife Species Factsheet （页面存档备份，存于）
- IUCN Red List[永久]